# Гвинтове числення
Гвинтове числення — розділ векторного числення, в якому вивчаються операції над гвинтами.

## Означення
Геометричний образ - еквівалент системи векторів, представлюваний для будь-якої точки простору головним вектором й головним моментом системи відносно цієї точки, називається мотором (сполучення слів "момент" й "вектор"). 
Якщо система ковзних векторів приведена до точки, яка лежить на центральній осі, то головний момент є колінеарним головному векторові. Мотор {\displaystyle (\mathrm {r} ,\mathrm {r} _{0})}, у якого момент {\displaystyle \mathrm {r} _{0}} є колінеарним вектору, називається гвинтом. 
Гвинт — впорядкована пара колінеарних векторів {\displaystyle (\mathrm {r} ,\mathrm {r} _{0})}, прикладених в певній точці. Вектор {\displaystyle \mathrm {r} } називається вектором гвинта, пряма, що визначається цим [ковзним] вектором ({\displaystyle \mathrm {r} } лежить на прямій) — віссю гвинта, а вектор {\displaystyle \mathrm {r} _{0}} — моментом гвинта. З колінеарності даних векторів випливає, що {\displaystyle \mathrm {r} _{0}=p\mathrm {r} }. Число {\displaystyle p} називається параметром гвинта і є скалярним множником. Величина цього множника є додатною, якщо {\displaystyle \mathrm {r} } та {\displaystyle \mathrm {r} _{0}} спрямовані у одну й ту саму сторону, та від'ємною, якщо вони спрямовані у різні сторони. 
Кліфорд увів операцію, за допомогою якої мотор {\displaystyle (\mathrm {r} ,\mathrm {r} _{0})} виражається формально у вигляді комплексного вектора
{\displaystyle \mathrm {r} +\omega \mathrm {r} _{0},}
де {\displaystyle \omega } - множник, квадрат якого дорівнює нулю. Якщо оперувати із такого роду комплексним вектором як із формальною сумою, то {\displaystyle \omega } буде відігравати роль числа, яке має властивість {\displaystyle \omega ^{2}=0.}

### Означення через алгебру дуальних чисел
Гвинт можна уявити як дуальний вектор виду {\displaystyle \mathrm {r} +\varepsilon \mathrm {r} _{0}}, що дозволяє ввести над гвинтами операції, аналогічні операціям над векторами.
- {\displaystyle \mathrm {r} +\varepsilon \mathrm {r} _{0}=\mathrm {r} (1+\varepsilon p)}

- Число {\displaystyle |\mathrm {r} |e^{\varepsilon p}} називається модулем гвинта.